# Milano (Daniele Luppi e Parquet Courts)
Milano è un album del 2017 nato dalla collaborazione tra il compositore italiano Daniele Luppi e il gruppo rock statunitense dei Parquet Courts. Prodotto da Luppi, l'album è stato pubblicato il 27 ottobre 2017 dalle etichette 30th Century Records e Columbia Records, ed è caratterizzato da diversi featuring con Karen O, cantante degli Yeah Yeah Yeahs.
È un concept album i cui brani trattano storie di modaioli, disadattati, emarginati e drogati in una Milano a metà degli anni ottanta, in rapida gentrificazione. Il brano di apertura Soul and Cigarette è un omaggio alla poetessa milanese Alda Merini.

## Tracce
1. Soul and Cigarette – 3:28
2. Talisa – 2:20
3. Mount Napoleon – 3:26
4. Flush – 4:26
5. Memphis Blues Again – 3:15
6. Pretty Prizes – 3:05
7. The Golden Ones – 2:06
8. Lanza – 2:47
9. Café Flesh – 5:05